# Литвиненко Леонід Михайлович
Леонід Михайлович Литвиненко (1921–1983) — український хімік. Академік АН УРСР.

## Біографія
Народився 12 січня 1921 р. у м. Таганрозі. 

Помер 26 жовтня 1983 р. у м. Донецьку.
У 1939 р. вступив у Ленінградський індустріальний інститут. У 1941 р. був призваний у діючу армію, одержав важке поранення на фронті і був демобілізований. У 1942 р. вступає в Український об'єднаний університет (м. Харків), хімічний факультет якого закінчив у 1947 р. 1947-1950 р. — аспірант Харківського державного університету (ХДУ) за фахом «Органічна хімія». Кандидат (1951), доктор (1962) хімічних наук, професор (1962 р). З 1950 р. — асистент, доцент (1952 — 1959), завідувач кафедрою (1959—1965) органічного каталізу і кінетики ХДУ. У 1964 р. Литвиненко Л. М., з доручення Президії АН УРСР, приступив до організації хімічного інституту АН УРСР у м. Донецьку. Спочатку — це сектор хімії при фізико-технічному інституті АН УРСР, потім — Донецьке відділення фізико-органічної хімії Інституту фізичної хімії ім. Л. В. Писаржевского АН УРСР, і з 1975 р. — Інститут фізико-органічної хімії і вуглехімії АН УРСР, якому після смерті Леоніда Михайловича надано його ім'я.
У 1965 р. Литвиненка Л. М. призначено першим ректором університету, утвореного в Донецьку на базі педінституту. У цьому ж році його обирають дійсним членом АН УРСР. Л. М. Литвиненко був першим головою Донецького наукового центра АН УРСР У 1965 р. Литвиненко Л. М. відкриває й очолює (1965—1968 р.) кафедру органічної хімії, професором якої він залишався до кінця свого життя.
Основні наукові роботи присвячені вивченню структури та реакційної здатності органічних сполук, механізмів хімічних реакцій та органічного каталізу. Відкрив явище підвищеної провідності електронних ефектів в органічних молекулах — позитивний містковий ефект (1954). Вивчав кінетику та механізм реакцій нуклеофільного заміщення у ненасичених атомів вуглецю, сірки, фосфору. З'ясував механізм дії органічних каталізаторів в процесах ацильного переносу, в тому числі особливості нуклеофільного каталізу в неводному середовищі, сформулював закономірності біфункціонального каталізу, відкрив кисненуклеофільний та фотоіндукційний каталіз.
Лауреат премії НАН України імені Л. В. Писаржевського.